# 찰스 비더
찰스 비더(Charles Vidor, 본명: Károly Vidor, 1900년 7월 27일 ~ 1959년 6월 4일)는 헝가리의 영화 감독이다. 커버걸 (1944년 영화), 송 투 리멤버, 길다, 카르멘의 사랑, 사랑하거나 떠나거나, 백조 (영화), 무기여 잘 있거라 (1957년 영화) 등이 그의 성공작이다.
부다페스트에서 태어나 제1차 세계 대전 중 오스트리아-헝가리 육군에 복무했다.

## 참여 작품
- 커버걸 (1944년 영화)
- 송 투 리멤버
- 길다
- 카르멘의 사랑
- 안데르센 (영화)
- 사랑하거나 떠나거나
- 백조 (영화)
- 무기여 잘 있거라 (1957년 영화)
- 송 위다웃 엔드